# Heinz Läßker
Heinz Läßker (* 14. Oktober 1925) ist ein ehemaliger deutscher Fußballspieler, der 1950 in der DDR-Oberliga, der höchsten Spielklasse im DDR-Fußball für die BSG Mechanik Gera spielte.

## Sportliche Laufbahn
Die kurze Laufbahn von Heinz Läßker in der DDR-Oberliga begann am 3. September 1950 mit der Begegnung des 1. Spieltages der Saison 1950/51. Im Spiel Motor Zwickau – Mechanik Gera, das mit einer 0:1-Niederlage der Geraer gegen den amtierenden DDR-Meister endete, wurde der 24 Jahre alte Läßker von Trainer Erich Dietel als Rechtsaußenstürmer aufgeboten. Anschließend bestritt Läßker alle 17 folgenden Hinrundenspiele der Betriebssportgemeinschaft (BSG) Mechanik. Er wurde nach seinem Debüt im Laufe der Saison hauptsächlich als Stürmer auf der Linksaußenbahn eingesetzt. Sein einziges Oberligator erzielte Läßker am 11. Spieltag bei der 1:4-Auswärtsniederlage bei der BSG Motor Dessau. Nach der Winterpause erschien Heinz Läßker nicht mehr im Geraer Aufgebot und auch später nicht mehr im überregionalen Spielbetrieb.